# Art Official Age
Albums de Prince
20Ten
(2010) Plectrum Electrum
(2014)
Singles
1. Breakfast Can Wait
Sortie : 3 septembre 2013
2. Breakdown
Sortie : 18 avril 2014

Art Official Age est un album de Prince paru le 29 septembre 2014, le même jour qu'un autre disque de l'artiste, Plectrum Electrum. Ces deux publications signent le retour du chanteur au sein de la firme Warner, dix-huit ans après son départ.
Le recueil propose globalement un rhythm and blues futuriste. Il est co-produit par un nouveau membre de l'entourage du musicien, Joshua Welton, qui est aussi le mari de sa batteuse Hannah Ford. La chanteuse Lianne La Havas figure par ailleurs sur deux chansons et deux interludes.
L'accueil de la critique a été positif,,, et l'album a obtenu de bons classements dans les ventes à sa sortie (cf. section "Classement").
Prince n'a donné qu'une seule prestation télévisée pour en assurer la promotion, le 1er novembre 2014 dans l'émission Saturday Night Live, en présence de son groupe 3rdeyegirl et de Lianne La Havas.
Deux simples parus précédemment se sont retrouvés ensuite sur ce disque : Breakfast Can Wait, édité par Kobalt Music Group en 2013, et Breakdown.

## Liste des titres
Toutes les chansons sont écrites et composées par Prince.
| No  | Titre              | Note(s)              | Durée |
| --- | ------------------ | -------------------- | ----- |
| 1.  | Art Official Cage  |                      | 3:41  |
| 2.  | Clouds             | avec Lianne La Havas | 4:34  |
| 3.  | Breakdown          |                      | 4:04  |
| 4.  | The Gold Standard  |                      | 5:53  |
| 5.  | U Know             |                      | 3:56  |
| 6.  | Breakfast Can Wait |                      | 3:54  |
| 7.  | This Could Be Us   |                      | 5:12  |
| 8.  | What It Feels Like | avec Andy Allo       | 3:53  |
| 9.  | affirmation I & II | avec Lianne La Havas | 0:40  |
| 10. | Way Back Home      | avec Lianne La Havas | 3:05  |
| 11. | Funknroll          | Remix                | 4:08  |
| 12. | Time               | avec Andy Allo       | 6:49  |
| 13. | affirmation III    | avec Lianne La Havas | 3:27  |

Un message indique dans la pochette intérieure : "Il y'avait une époque où la musique était une guérison spirituelle pour le corps, l'âme et l'esprit..."

## Personnel principal
- Prince : chants et instruments.
- Andy Allo, Lianne La Havas : chant.
- Stringenius (groupe) : cordes.
- Joshua Welton (dit Joshuaworld) : instruments, production.

## Classement
| Classement (2014)                   | Meilleure position |
| ----------------------------------- | ------------------ |
| États-Unis (Billboard 200)          | 5                  |
| États-Unis (Top R&B/Hip Hop Albums) | 1                  |
| Royaume-Uni (Top Album)             | 8                  |
| Royaume-Uni (Top R&B Album)         | 1                  |
| France (Top Album)                  | 6                  |
| Allemagne (Top Album)               | 4                  |
| Norvège (Top Album)                 | 2                  |
| Danemark (Top Album)                | 3                  |
| Hongrie (Top Album)                 | 3                  |